# Промышленная ЖК-панель
Промышленный дисплей — жидкокристаллическая панель с активной матрицей, которая отличается от бытовых панелей повышенным требованиям к качеству, большей технической надежностью (в том числе приспособленностью к длительной непрерывной эксплуатации), и специальными условиями поставок. Так же иногда употребляют выражение «промышленная ЖК-матрица». Если для управления пикселями дисплея или матрицы используются тонкоплёночные транзисторы, то используются выражения «промышленный TFT-дисплей» или «промышленная TFT-матрица».

## Технические особенности
В зависимости от области применения, промышленные ЖК-панели могут обладать различными характеристиками:
- Возможность работы при низких температурах (промышленные контроллеры, электроника для транспортных средств, измерительные устройства).
- Высокая ремонтопригодность, конструктивная и электрическая совместимость разных поколений TFT-панелей.
- Высокое качество изображения (навигационное, диагностическое, медицинское оборудование).
- Возможность работы в условиях высокой внешней освещенности (электроника для транспорта, мобильные измерительные устройства).
- Малое энергопотребление и малые электромагнитные шумы (измерительная техника, мобильные электронные устройства, медицинская техника).

### Расширенный рабочий температурный диапазон
Некоторым видам промышленного оборудования, таким как электроника на транспорте, промышленным контроллерам для нефте- и газотранспортных систем, переносного измерительного и диагностического оборудования приходится работать в сложных климатических условиях. В настоящее время наиболее «морозостойкие» TFT-панели способны работать и храниться при температурах от −30 до +80 °C.
Однако если требуется работа в условия более низких (ниже −30 °C) температурах, применяются конструктивные доработки, позволяющие TFT-панелям работать в еще более жестких условиях.

### Ремонтопригодность
Лампы и светодиодные элементы подсветки в большинстве промышленных TFT-панелей сменные и могут быть заменены несколько раз за время эксплуатации TFT-панели.
Способность работать в жестких условиях эксплуатации и ремонтопригодность без сомнения являются важными свойствами промышленных TFT-панелей, но во многих случая промышленных применений предъявляются особые требования к качеству изображения.

### Высокое качество изображения
К следующему классу задач относятся видеопанели, от которых требуется очень высокое качество (в том числе цветовая достоверность и динамичность) изображения. Типичными областями применения этих панелей являются:
- Различные виды локационных систем (особенно военные).
- Навигационное оборудование.
- Медицинское диагностическое оборудование.
- Полиграфия.

Высокое качество изображения получается при использовании различных технологий усовершенствования TFT-технологии, например, SFT (Super Fine TFT). Основными достоинствами этой технологии по сравнению со стандартной технологией TN являются:
- Расширенный угол обзора.
- Уменьшенный сдвиг цветовой гаммы.
- Малое время отклика.
- Высокая яркость, широкая цветовая гамма.
- Высокое разрешение изображения.

### Возможность работы при наличии высокого уровня внешней освещенности
Трансфлективные свойства дают возможность использовать внешние источники света не для конкуренции с встроенной подсветкой, а для улучшения видимости и контрастности изображения, что расширяет области применения таких дисплеев.

## Требования к испытаниям
Производство промышленных жк-панелей всегда сопровождается испытаниями способности изделий противостоять различным разрушающим воздействиям:
- динамическим (вибрации, удары, перегрузки),
- электрическим (электрические разряды, сильные скачки напряжения/тока),
- пыли,
- повышенным и низким температурам,
- влажности,
- жидкостей.